# Koekoekseend
De koekoekseend (Heteronetta atricapilla) is een vogel uit de familie Anatidae. De wetenschappelijke naam van de soort is voor het eerst geldig gepubliceerd in 1841 door Merrem.

## Voorkomen
De soort komt voor in het midden-zuiden van Zuid-Amerika, met name van centraal Chili tot Paraguay en centraal Argentinië.

## Gedrag
De koekoekseend legt zijn eieren in het nest van andere eenden. In tegenstelling tot de bekendere koekoek werkt het jong van de koekoekseend niet de andere eieren of kuikens het nest uit, maar verlaat zelf het nest na het uitkomen.

## Beschermingsstatus
Op de Rode Lijst van de IUCN heeft de soort de status niet bedreigd.